# الحكومة الرقمية في السعودية

بدأت المملكة العربية السعودية بالتحويل للتعاملات الإلكترونية الحكومية حيث خصصت عدة برامج ومبادرات لتحويل الحكومة إلى إلكترونية، وذلك بهدف رفع كفاءة الاقتصاد الوطني، وفي مطلع عام 1424هـ، الموافق 2003م صدر أمر سامي يوافق على تولي وزارة المالية (السعودية) مهمة إنشاء برنامج للحكومة الإلكترونيّة، وإيكال وزارة الاتصالات وتقنية المعلومات (السعودية) لوضع الخطط التطويرية وتنفيذها.
وفي عام 1426هـ، الموافق 2005م، أنشئ برنامج التعاملات الإلكترونية الحكومية (يسر) الذي يهدف إلى رفع كفاءة وإنتاجية القطاع الحكومي عن طريق تقديم خدمات إلكترونية سهلة وميسرة لجمهور المستفيدين من المواطنين والمقيمين والزوار وقطاع الأعمال. وبحسب المؤشرات العالمية فإن المملكة نجحت في التقدم في مجال التعاملات الإلكترونية الحكومية، حيث يذكر مؤشر الأمم المتحدة للحكومة الإلكترونية لعام 2016م أن السعودية حصلت على المرتبة 39 ، فيما حصلت السعودية على المرتبة الخامسة حسب مايشير إليه تقرير اكسنشر الاستشارية الصادر في عام 2014م.
وفي مؤشر الأمم المتحدة للحكومة الإلكترونية لعام 2018م أحتلت المملكة العربية السعودية المرتبة الخامسة عربياً و الـ52 عالمياً، وحققت الرياض المركز الـ30 عالميا في مؤشر تقييم بوابات البلدية للمدن. وواصلت المملكة تقدمها حيث احتلت في العام 2020 المركز 43 عالميا، وتقدمت إلى المرتبة الـ 27 عالمياً في مؤشر البنية الرقمية والثامنة ضمن مجموعة العشرين، وفي مؤشر القدرات ورأس المال البشري تقدمت إلى المرتبة 35 عالمياً، والعاشرة ضمن دول مجموعة العشرين، فيما حلت مدينة الرياض في المرتبة العاشرة عالمياً في مؤشر التقنية الفرعي والمركز الــ 31 عالمياً في التنافسية بين المدن.

## برنامج يسر
يعمل على تمكين تطبيق التعاملات الإلكترونية الحكومية، ويقلل المركزية بأكبر قدر ممكن، مع وضع الحد الأدنى من التنسيق بين الجهات الحكومية مما يساهم في رفع كفاءة الانتاجية في القطاع العام، كما يوفر الخدمات بصورة ميسرة للأفراد وقطاع الأعمال، بالإضافة إلى أنه يتيح توفر المعلومات بدقه عالية وسرعه في الإنجاز، أيضاً يهدف البرنامج لزيادة العائدات الاستثمارية.

## البوابة الوطنية - سعودي
هي بوابة إلكترونية تمكن المواطنين والمقيمين والشركات والزوار من أي مكان الوصول إلى الخدمات الحكومية الإلكترونية في المملكة العربية السعودية وتنفيذ التعاملات بها بسرعة وكفاءة عالية، حيث تعتبر المدخل إلى الخدمات الإلكترونية الحكومية. كما تعد البوابة الوطنية منصة لنشر الأخبار والفعاليات المتعلقة بالخدمات الإلكترونية وبالجهات المقدمة لها، وهي بمثابة دليل للجهات الحكومية، بالإضافة لذلك هي توفر البوابة عددًا كبيرا من روابط الأنظمة واللوائح والقوانين والخطط والمبادرات السعودية، ويستطيع مستخدم البوابة أن يجد قسم «عن المملكة» والذي تحتوي صفحاته على معلومات متكاملة عن المملكة العربية السعودية.

## وحدة التحوّل الرقمي
هي مركز امتياز أنشئت عام 2017م كجهة مستقلة تعمل على قيادة وتمكين عملية التحول الرقمي في السعودية، وتحقيق أهداف رؤية السعودية 2030 من خلال التوجيه الاستراتيجي وتقديم الخبرة والإشراف عبر التعاون المشترك مع القطاعين العام والخاص.

## هيئة الحكومة الرقمية
هي هيئة حكومية سعودية أنشئت بقرار مجلس الوزراء بتاريخ 9 مارس 2021 الموافق 25 رجب 1442هـ. تهدف إلى إثراء تجربة العميل عن طريق تحسين تجربة التعامل مع الخدمات الحكومية لتكون رقمية واستباقية، وكذلك رفع كفاءة العمل الحكومي عن طريق تبني نماذج فعالة ومبتكرة للتحول الرقمي في مجالات متنوعة كالصحة الرقمية والتعليم عن بعد والاقتصاد الرقمي وغيرها، وأيضًا زيادة الإنتاجية وتطويع الاستخدام الأمثل للموارد والاستثمارات التقنية الحكومية وتبني التقنيات الحديثة وتطوير القدرات الرقمية والمواهب. والمشاركة في إعداد الاستراتيجية الوطنية للحكومة الرقمية والإشراف على تنفيذها بعد الاعتماد، وإقرار السياسات المتعلقة بأنشطة الهيئة والخطط والبرامج اللازمة لتنفيذها، ووضع المعايير الفنية لنماذج التحول الرقمي الحكومي ومتابعة الالتزام بها. وتنظيم أعمال ومنصات وشبكات الخدمات الحكومية الرقمية، وحوكمة أعمال السحابة الحكومية الرقمية والسحابات ذات العلاقة بها.

## أبرز الخدمات الحكومية الإلكترونيّة

### منصة أبشر
وهي منصة تجمع كافة الخدمات المتعلقة بوزارة الداخلية السعودية، مثل خدمات الجوازات، والأمن العام، والمرور، والأحوال المدنية، وغيرها.

### منصة إيجار
وهي منصة إلكترونية تابعة لوزارة الإسكان السعودية، ومتخصصة بخدمات الإيجار تقدم حلولاً تكاملية لقطاع الإسكان التجاري.

### تطبيق كلنا أمن
وهو تطبيق إلكتروني تابع لوزارة الداخلية السعودية، ويختص بالبلاغات الأمنية والمرورية باستعمال الموقع والصور أو الفيديو أو الصوت.

### السجل التجاري الإلكتروني
مكّنت وزارة التجارة والاستثمار (السعودية) الأفراد من استخراج سجلات تجاريّة إلكترونيًّا، دون الحاجة لمراجعة فروع الوزارة.

## رؤية 2030 وتطوير الحكومة الإلكترونية
قدمت رؤية السعودية 2030 وعداً بتوسيع نطاق الخدمات الإلكترونية المقدّمة، لتشمل الخدمات الصحية والتعليمية. كما وعدت بتحسين جودة الخدمات الإلكترونية المتوافرة حاليًّا.

## المبادرات
سهلت المملكة طرق إدارة الاموال وتداولها باستخدام عدة أنظمة إلكترونية وهي:
- مدى: هي خدمة تم تفعيلها لتبسيط مهمات الدفع الإلكتروني عن طريق منح أنظمة الصراف الآلي ونقاط البيع المتصلة بشبكة الإنتر نت.

- سريع: هي خدمة تابعة «للنظام السعودي للتحويلات المالية السريعة» تمكن المستخدم من إجراء تحويلات مالية فورية.

- سداد: يجمع النظام بين تقديم الخدمات الخاصة بالمدفوعات والضرائب للأفراد والأعمال والقطاع الحكومي، ويمكّن الأفراد من دفع الفواتير إلكترونياً.

## وصلات خارجية
- Saudi e-Government National Portal website (بالعربية) (بالإنجليزية)